# 北野町山本通

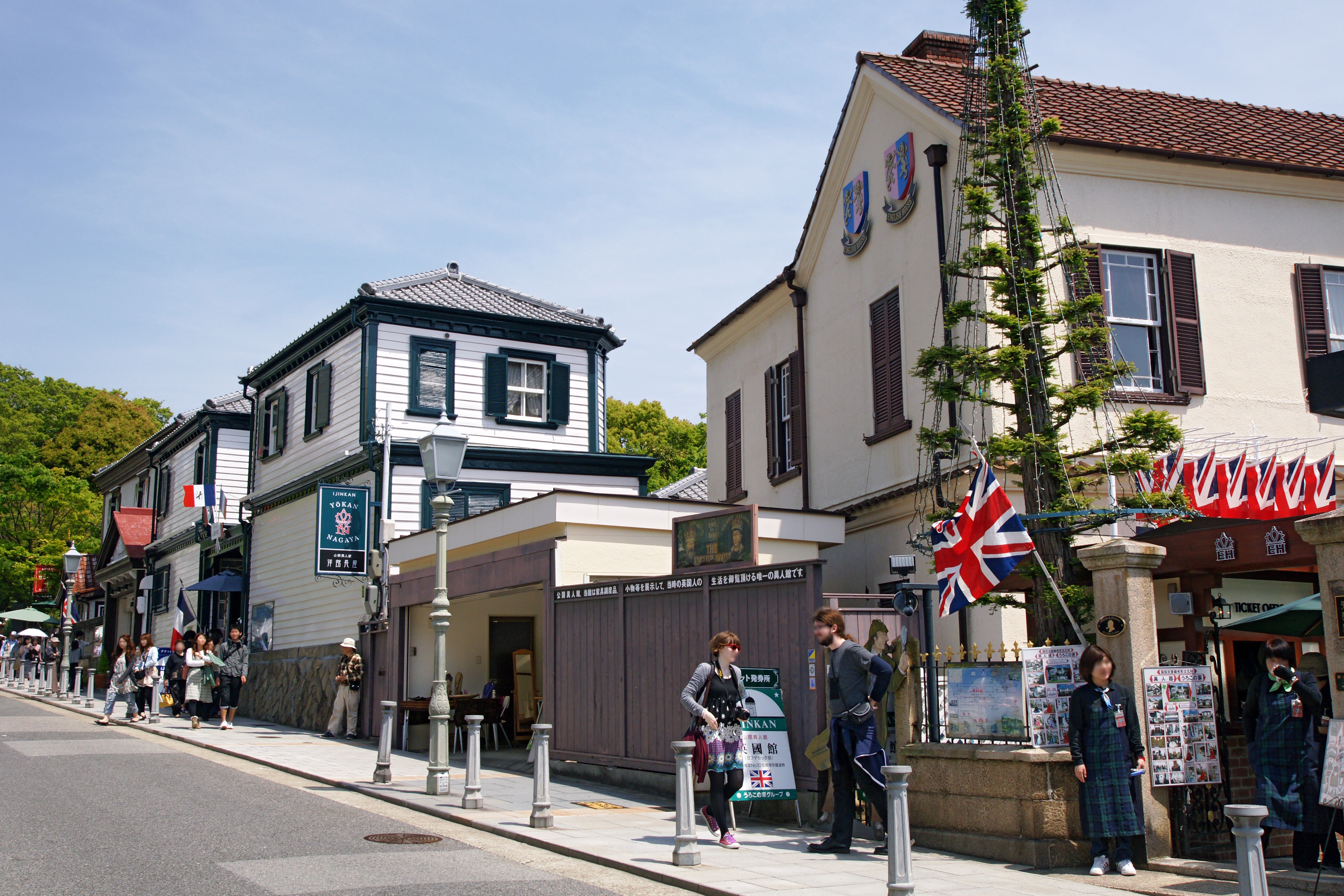
北野通り～洋館長屋、英国館

北野町山本通（きたのちょうやまもとどおり）は、兵庫県神戸市中央区北野町および山本通一丁目から山本通三丁目界隈にある、伝統的建造物群保存地区の名称。明治大正期に建てられた洋風建築物（異人館）が数多く残存する。山本通り（道路）は「異人館通り」とも呼ばれる。

## 概要
北野町および山本通界隈には、明治20年代から大正期（19世紀末～20世紀初）にかけて建設された洋風住宅（いわゆる異人館）が多数残り、それらが和風住宅と混在して調和のとれた街並みを形成している。神戸市は文化財保護法及び神戸市都市景観条例に基づき、こうした伝統的建造物群が集中して残る、東西約750メートル、南北約400メートルの地区を伝統的建造物群保存地区に定めた。当該保存地区は、1980年に「神戸市北野町山本通伝統的建造物群保存地区」の名称で国の重要伝統的建造物群保存地区として選定された。種別「港町」としては全国初の選定である。保存地区内では、洋風建築物34棟、和風建築物7棟等が伝統的建造物として特定され、保存措置が講じられている。
手づくり郷土賞を昭和62年度（いきいきとした楽しい街並み部門）に受賞。(平成17年大賞受賞受賞)

## 歴史

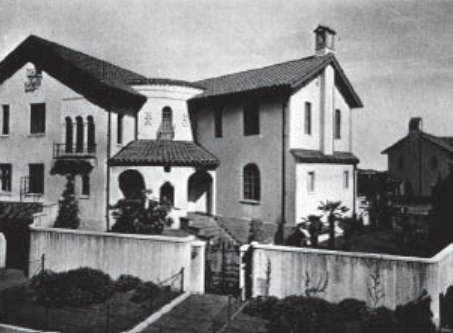
ナショナル・シティ銀行神戸支店住宅
（設計：W.M.ヴォーリズ）

江戸幕府は、1858年、アメリカと結んだ日米修好通商条約など五か国と安政の五か国条約を締結し、箱館（函館市）・新潟（新潟市）、神奈川（横浜市）・兵庫（神戸市）・長崎（長崎市）の5ヶ所の港を開くことになった。条約では、開港地には外国人居留地を設けることが義務付けらた。
兵庫開港については、当時人口2万人を超える港町だった兵庫津を避け、兵庫津から東へ離れた神戸村の東端を流れる生田川（旧河道）河口西岸に開港場を設け（のちの神戸港第1波止場）、鯉川 - 生田川（旧河道）間の西国街道以南の地を神戸外国人居留地と定めた。
しかし、居留地の造成は遅れに遅れ、1868年1月1日（慶応3年12月7日）の開港までに間に合わなかった。同年2月4日（慶応4年1月11日）に備前藩兵がフランス人水兵らを負傷させた神戸事件が発生。同年3月30日（慶応4年3月7日）、造成が未完の居留地よりも先に、宇治川 - 生田川（旧河道）間の山麓から海岸まで（居留地を除く）、中宮・宇治野・花隈・走水・二ツ茶屋・神戸・生田宮・北野村に及ぶ広範囲が、日本人との雑居を認める外国人雑居地に設定された。北野町山本通は外国人雑居地の北東部に位置する。
雑居地の設定よりも遅れた居留地の造成は1868年8月14日（慶応4年6月26日）にようやく完工し、同年9月10日（慶応4年7月24日）に永代借地権の競売が開始された。神戸の居留地は全部で126区画を数えたが、この1868年9月10日（慶応4年7月24日）の第1回競売は36区画に過ぎず、1869年6月1日（明治2年4月21日）に第2回競売（25区画）、1870年5月16日（明治3年4月16日）に第3回競売（60区画）、1873年（明治6年）2月7日に第4回競売（5区画）が行われた。
北野町山本通のあたりには、まだ北野村だった1869年（明治2年）頃から外国人の家が建ち始めたが、同年の居留地はまだ36区画ないし61区画しか分譲されていなかったわけである。北野村は1872年（明治5年）に神戸町の一部となり、1874年（明治7年）に山本通の町名が誕生した。旧山本通１丁目から３丁目までが、1894年(明治27年)の行政区画の変更により、北野町１丁目から４丁目、山本通１丁目から３丁目となった。
神戸の居留地は造成の遅れに加えて面積が横浜の居留地（山下居留地・山手居留地）の約10分の1と狭く、神戸に居住する外国人全てを収容することは不可能だった。横浜では造成が先行する山下居留地が多湿であると敬遠されて山手居留地が後発で造成されたが、神戸では山麓を含む雑居地の設定が先行し、旧二ツ茶屋村・神戸村の人家と居留地が連続する浜手に余地が無く、居留地の拡張を避けたい政府は暫定措置であった雑居地の設定を解除せずそのままにした。
神戸の山手には浜側から山側へ順に下山手通・中山手通・上山手通・山本通の東西道路4線が1873年（明治6年）に整備された（同時に南北道路5線も整備された）。山麓を意味する山本通は、神戸港および浜手に広がる居留地や商業地域から最も離れることになるが、景観の良い高台であり、居留地と同じく生田川（旧河道）西岸の北野町寄りが住宅地として人気を博した。
ただでさえ狭い神戸の旧居留地は、居留地時代は領事館や商館が多く、1899年（明治32年）の返還後はオフィス街に姿を変えたため、邸宅の類は皆無に等しい（唯一残る居留地時代の建造物である「旧居留地十五番館」はもと米国領事館）。反対に、北野町山本通は神戸で最も多く洋風の邸宅が建ち並び、加えて、1945年（昭和20年）の神戸大空襲による被害を部分的に免れることができたため、垂水区のジェームス山と並んで（ただし、垂水区域は1941年（昭和16年）まで神戸市域ではない）、戦前の神戸の優雅な雰囲気を残す稀少な街並みとなっている。

## 重要伝統的建造物群保存地区

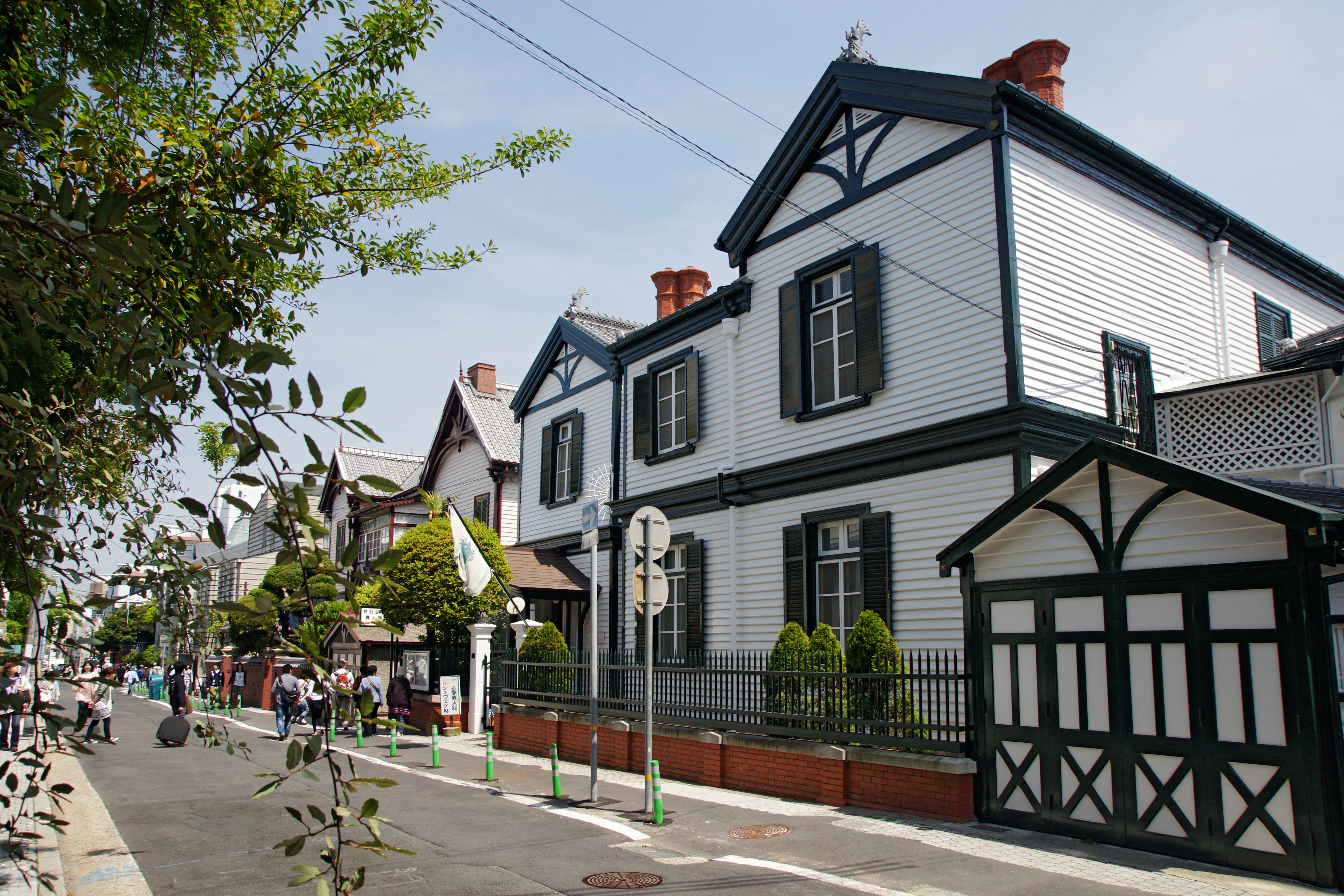
山本通り～手前旧ハンセル邸（シュウエケ邸）

選定内容については重要伝統的建造物群保存地区を参照。

### 特定伝統的建造物（洋風建造物）
| 建造物名                               | 築年         | 国指定         |
| -------------------------------------- | ------------ | -------------- |
| 旧スタデニック邸                       | 明治20年代築 |                |
| 旧サッスーン邸                         | 明治25年築   |                |
| 門兆鴻邸（旧A.P.ディスレッセン邸）     | 明治28年築   |                |
| 旧ハンセル邸（シュウエケ邸）           | 明治29年築   |                |
| 旧米国領事館官舎（神戸北野美術館）     | 明治31年築   |                |
| ムーア邸（住宅）                       | 明治31年築   |                |
| 旧キャセリン・アンダーセン邸           | 明治32年築   |                |
| レイン邸（住宅）                       | 明治33年築   |                |
| 林邸（住宅）                           | 明治33年築   |                |
| マリニン・フタレフ邸（住宅）           | 明治34年築   |                |
| ベンの家（旧フェレ邸）                 | 明治35年築   |                |
| 旧シャープ住宅（萌黄の館）             | 明治36年築   | 重要文化財     |
| 丹生邸（住宅）                         | 明治39年築   |                |
| ボリビア領事館（住宅）                 | 明治30年代築 |                |
| 山田邸（住宅）                         | 明治40年築   |                |
| 旧グラシアニ邸（グラシアニ）           | 明治41年築   |                |
| 仏蘭西館（洋館長屋、旧ボシー邸）       | 明治41年築   |                |
| 旧トーマス住宅（風見鶏の館）           | 明治42年築   | 重要文化財     |
| 旧ゲンセン邸（神戸華僑総会）           | 明治42年築   |                |
| 旧フデセック邸（英国館）               | 明治42年築   |                |
| 旧ヒルトン邸（旧パナマ領事館）         | 明治後期築   |                |
| 鄭寓邸（住宅）                         | 明治後期築   |                |
| 旧パラスティン邸                       | 大正3年築    |                |
| 旧ドレウェル邸（ラインの館）           | 大正4年築    | 登録有形文化財 |
| 旧オランダ領事館（香りの家オランダ館） | 大正7年築    |                |
| 旧トーセン邸（住宅）                   | 大正8年築    |                |
| モッシュ邸西棟（住宅）                 | 大正期築     |                |
| モッシュ邸東棟（住宅）                 | 大正期築     |                |
| 旧アボイ邸（プラトン装飾美術館）       | 大正期築     |                |
| パジャージ邸                           | 大正期築     |                |
| 片桐・山本邸（住宅）                   | 大正期築     |                |
| 高木・渋谷邸（住宅）                   | 昭和4年築    |                |
| 寺西邸（住宅）                         | 昭和初期築   |                |
| ヴォルヒン邸（住宅）                   | 昭和初期築   |                |
| 上久保邸（住宅）                       | 昭和初期築   |                |

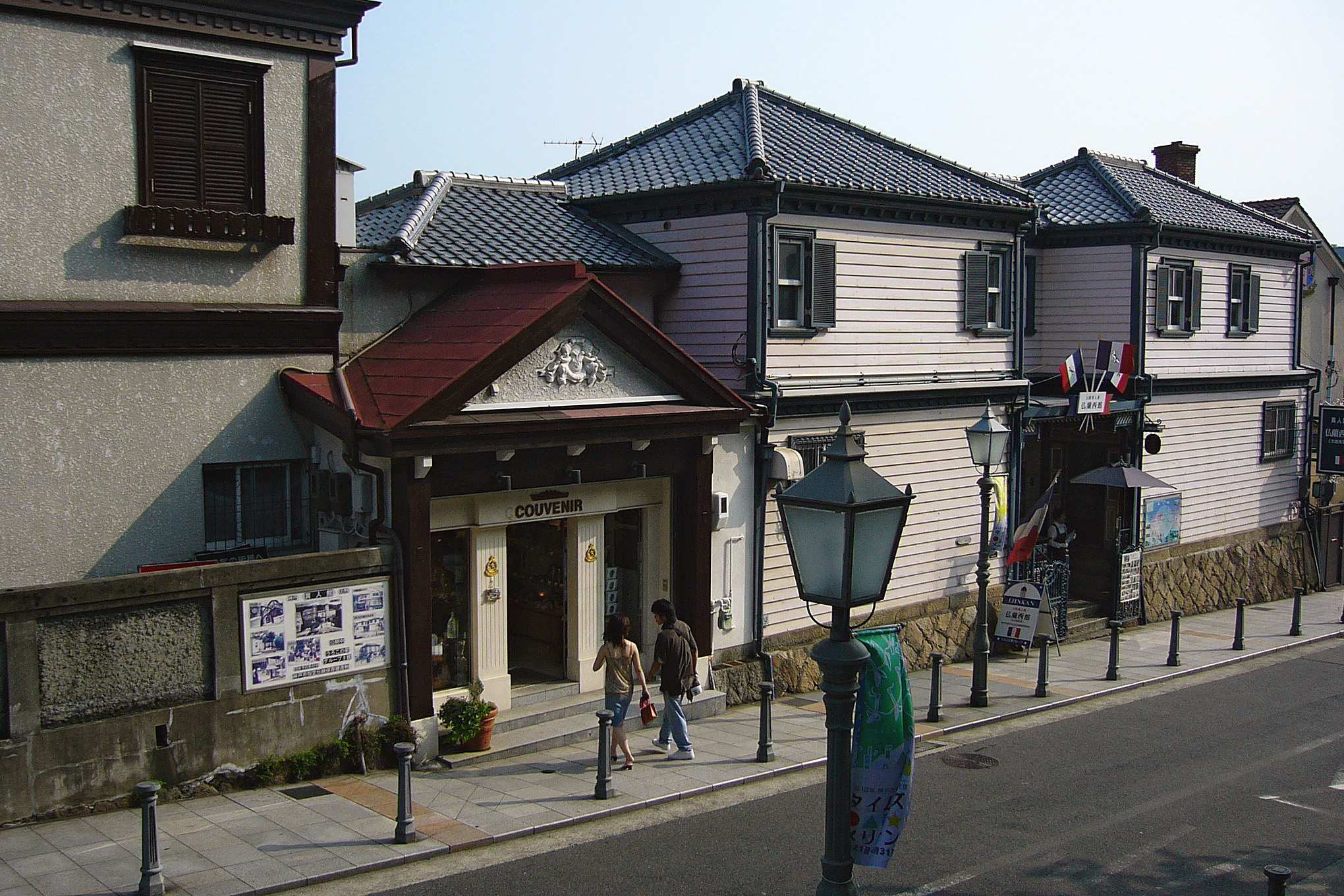
ベンの家、洋館長屋 （北野通り）
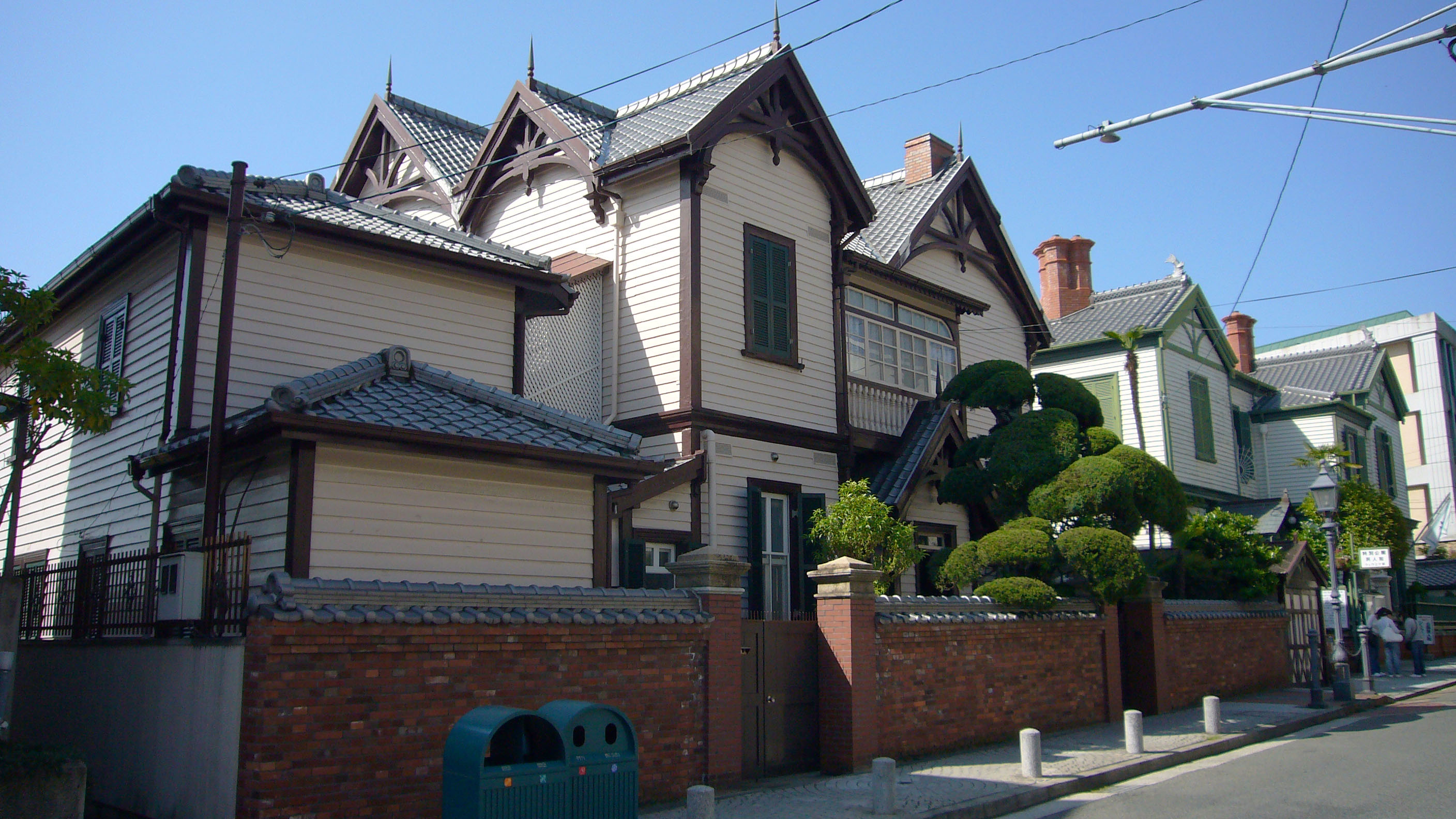
手前旧ディスレッセン邸 （山本通り）
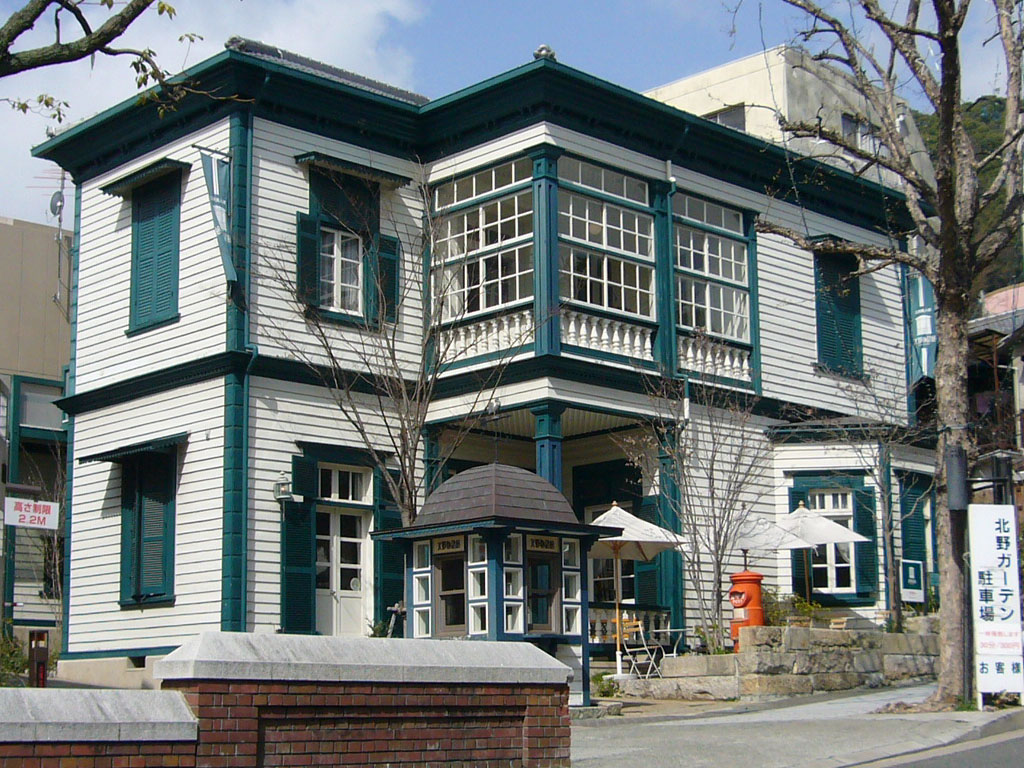
北野物語館 （北野坂）
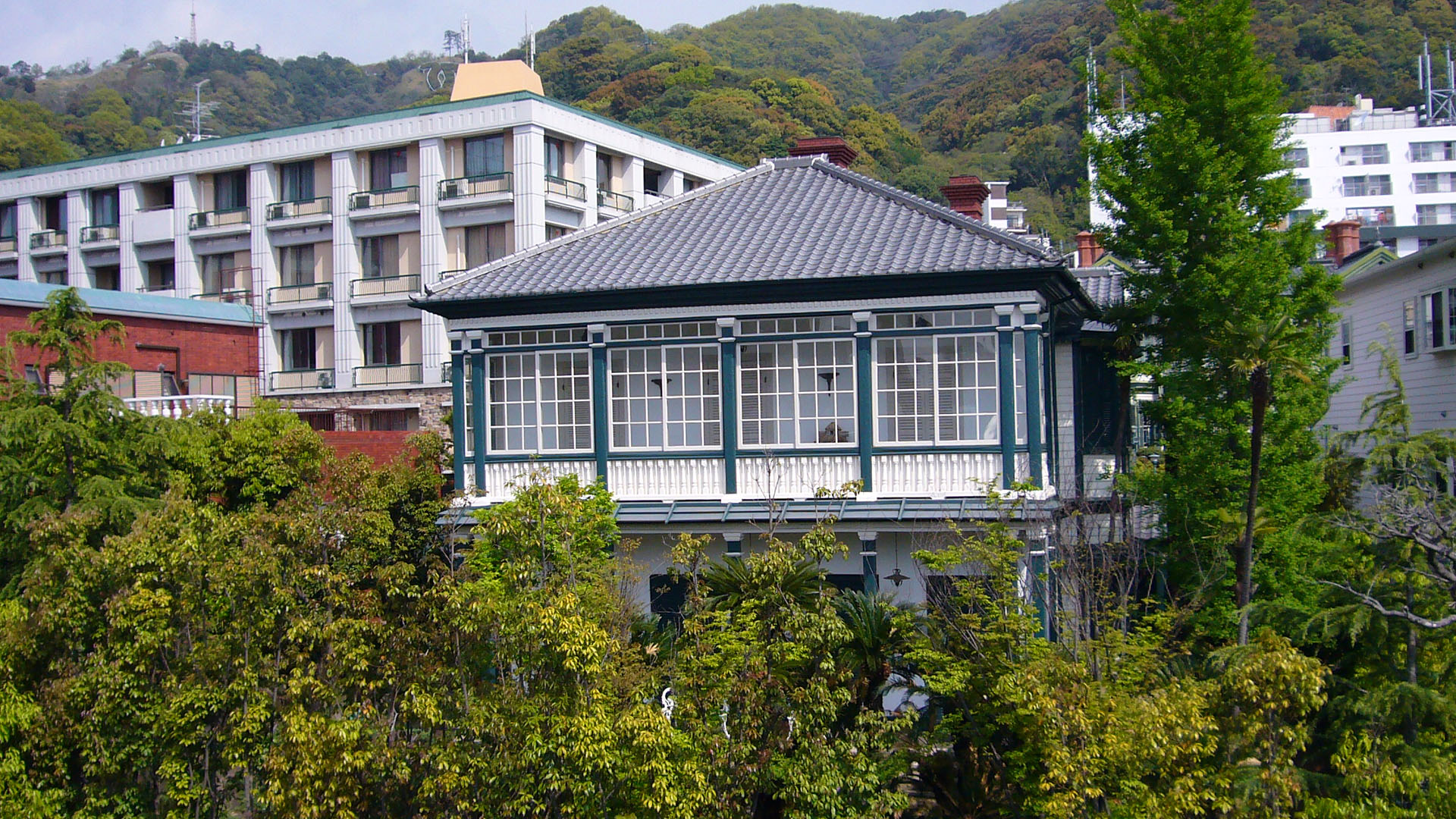
旧キャセリンアンダーセン邸
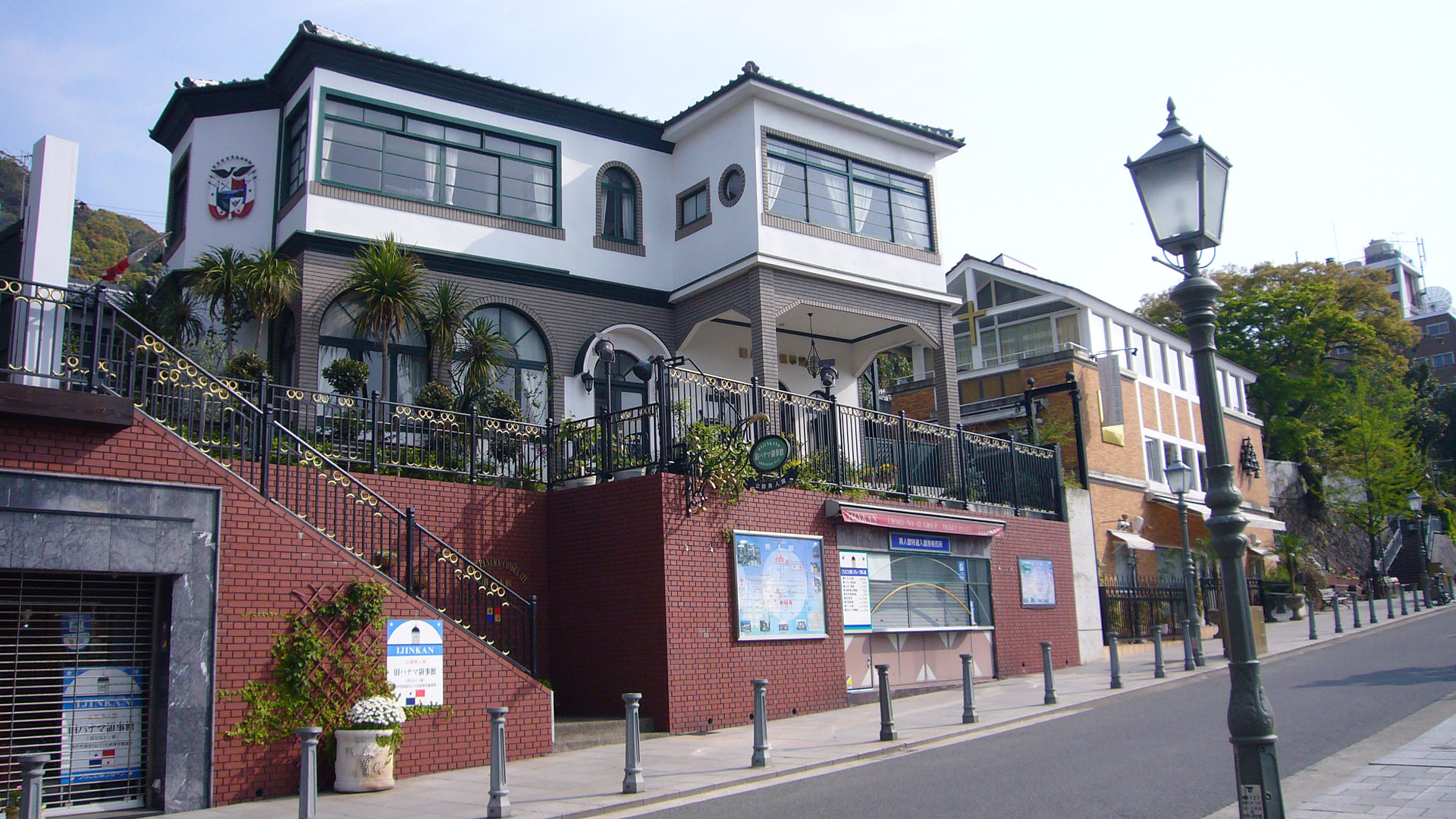
旧ヒルトン邸 （旧パナマ領事館）
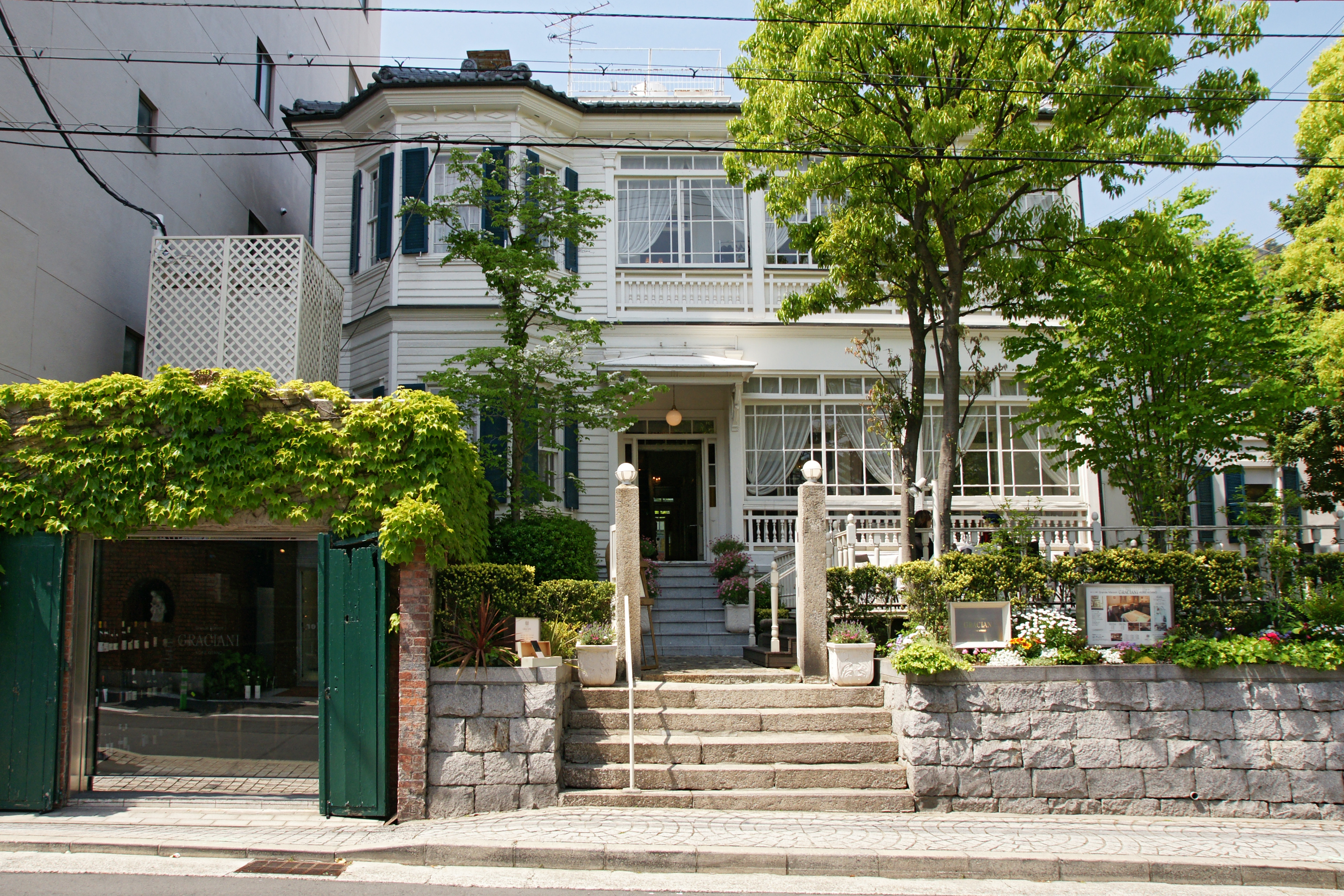
旧グラシアニ邸
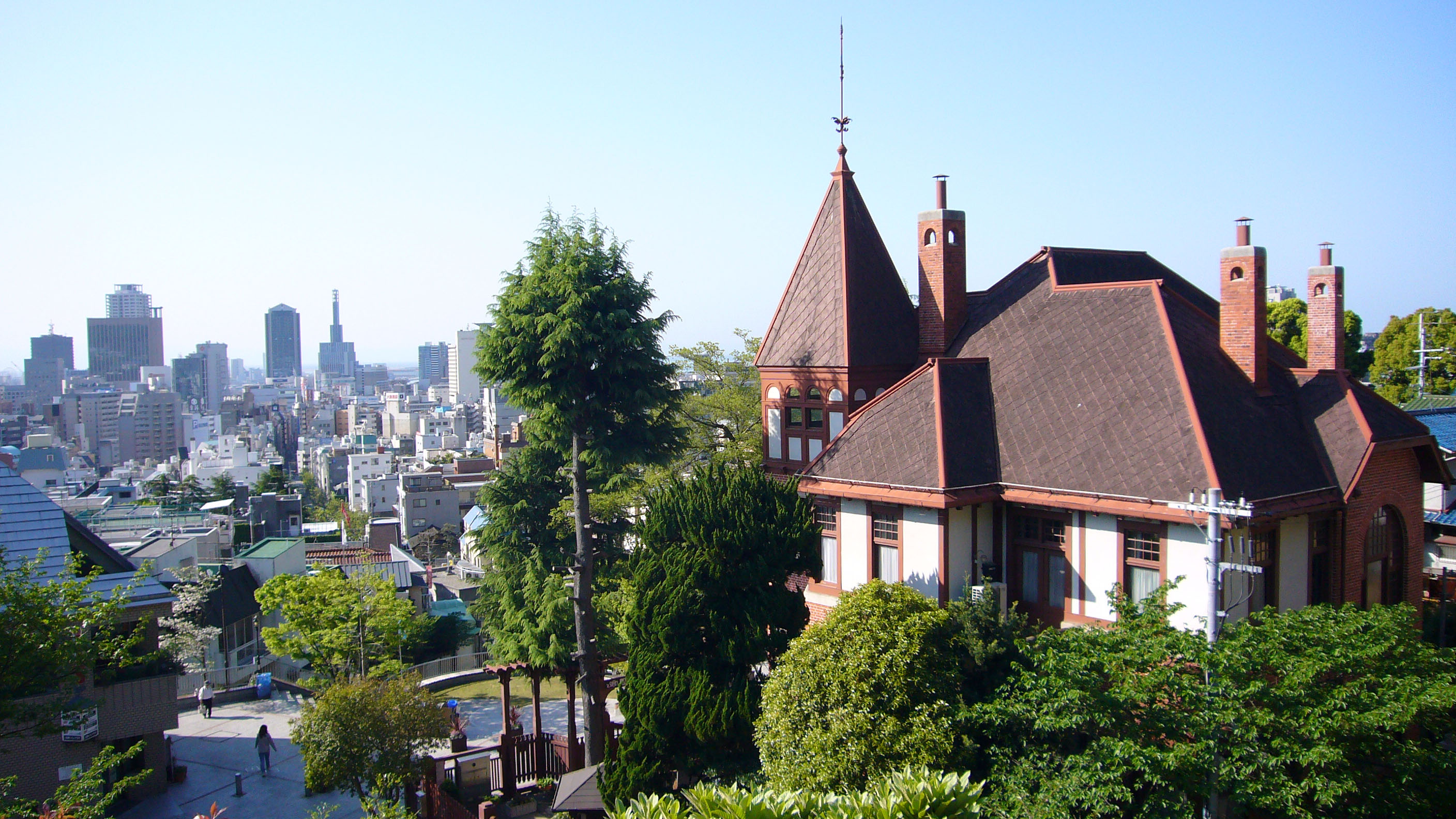
旧トーマス住宅
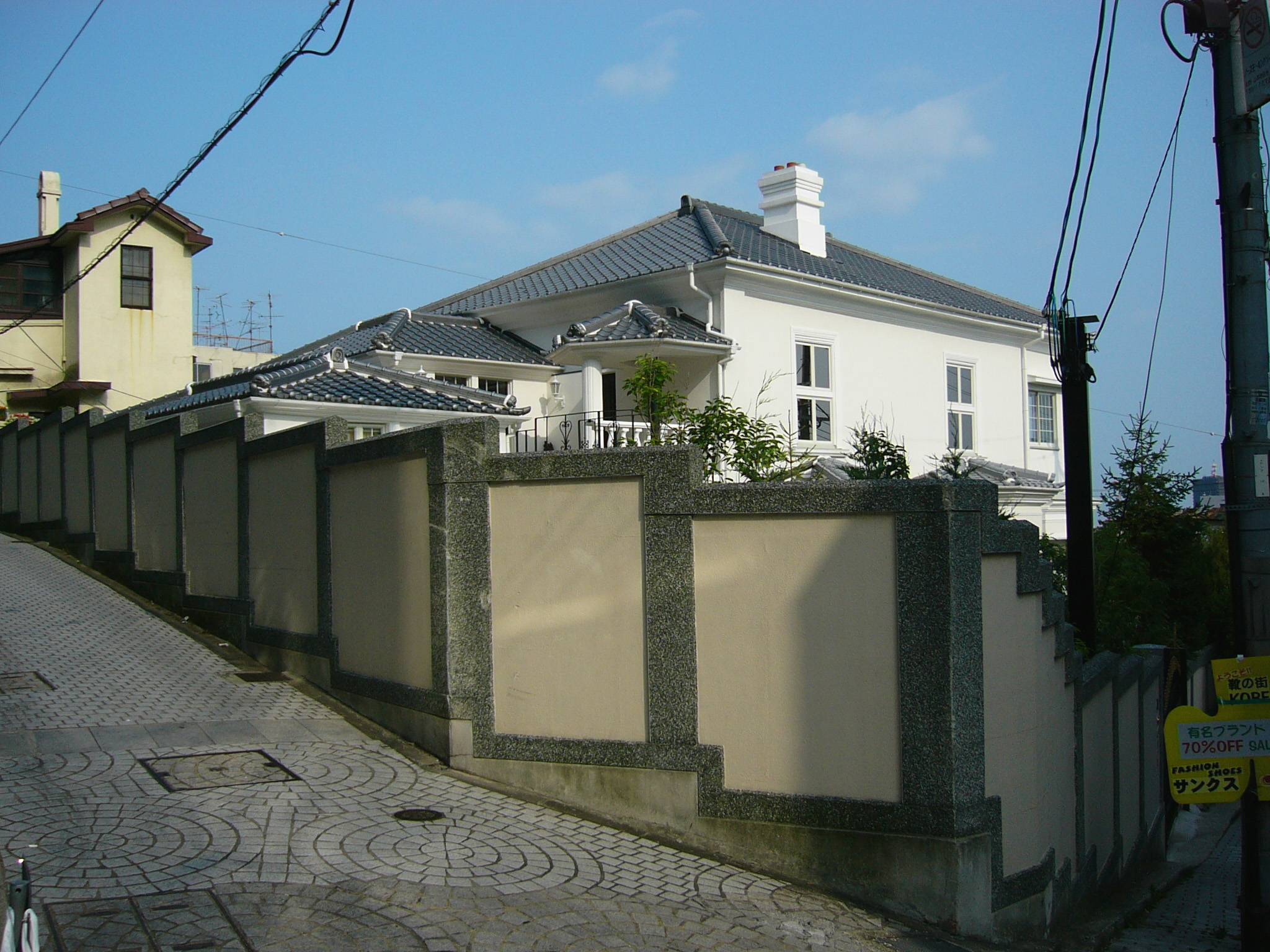
旧レイン邸
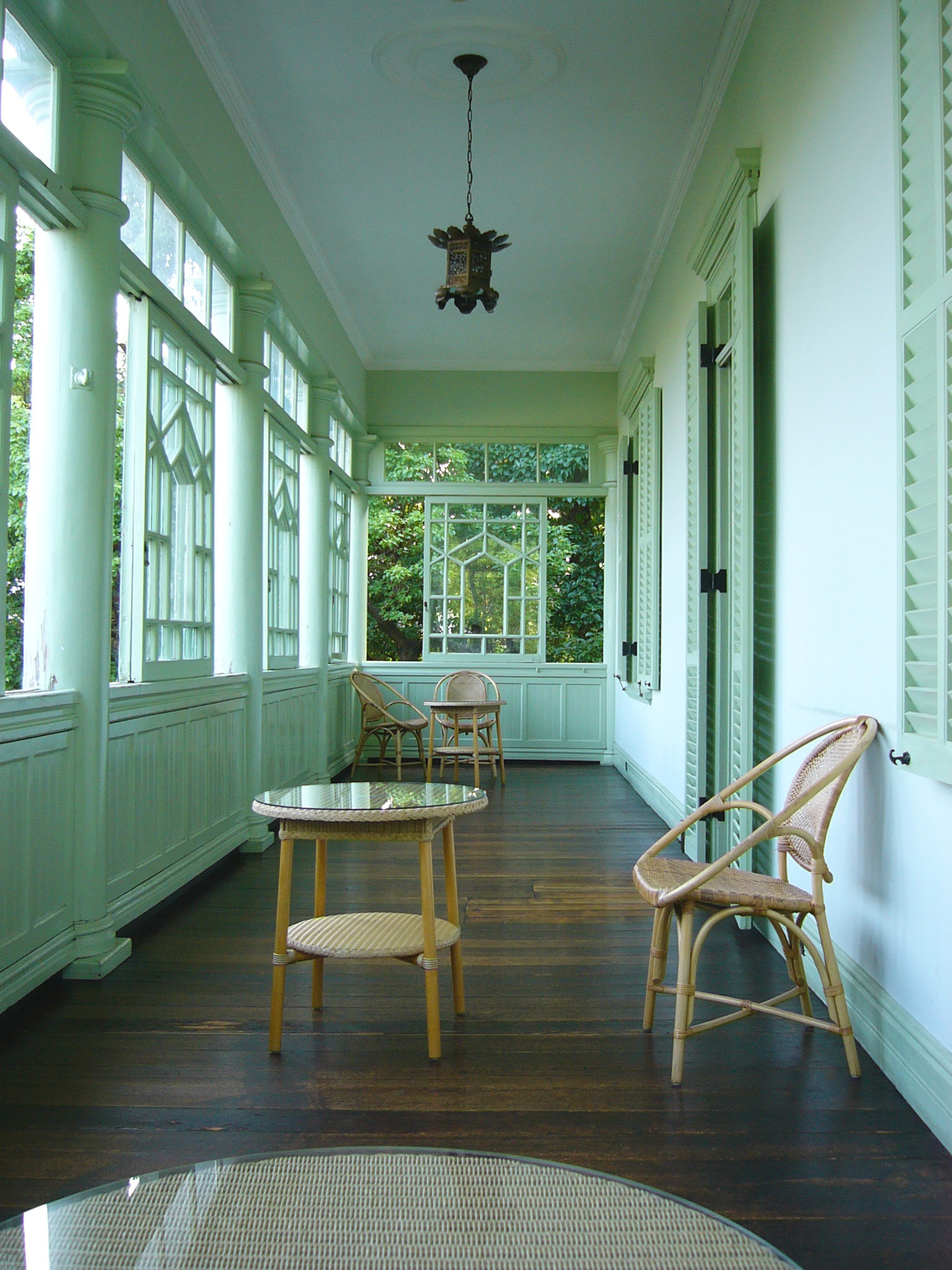
シャープ住宅 （萌黄の館）
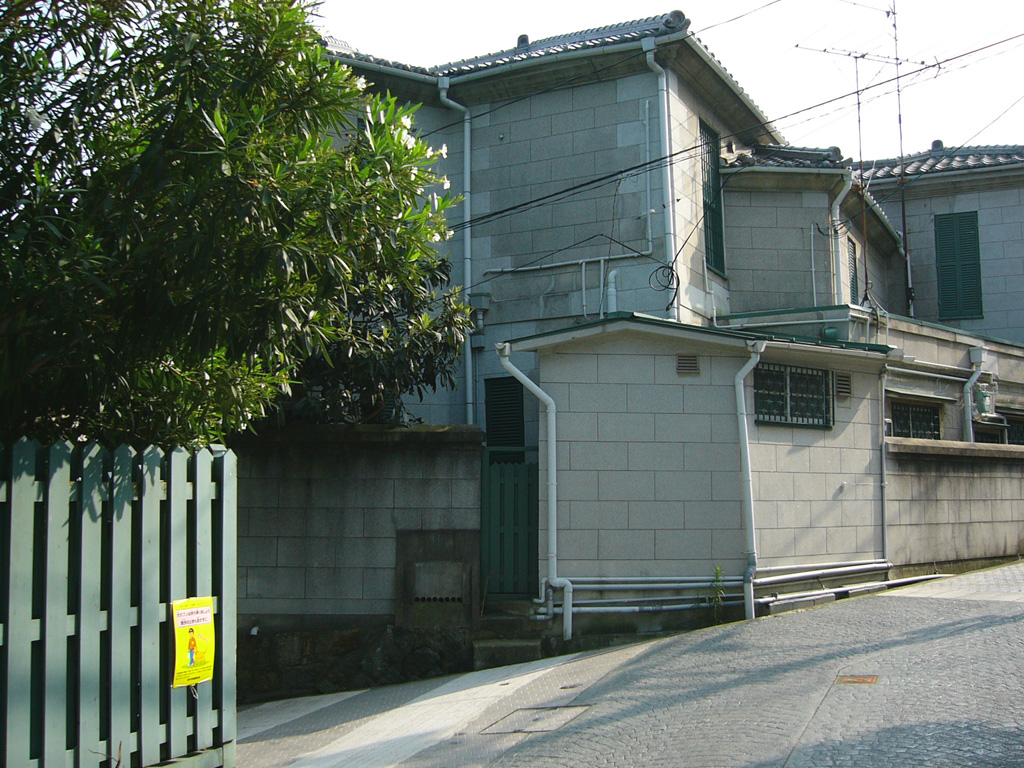
山田邸
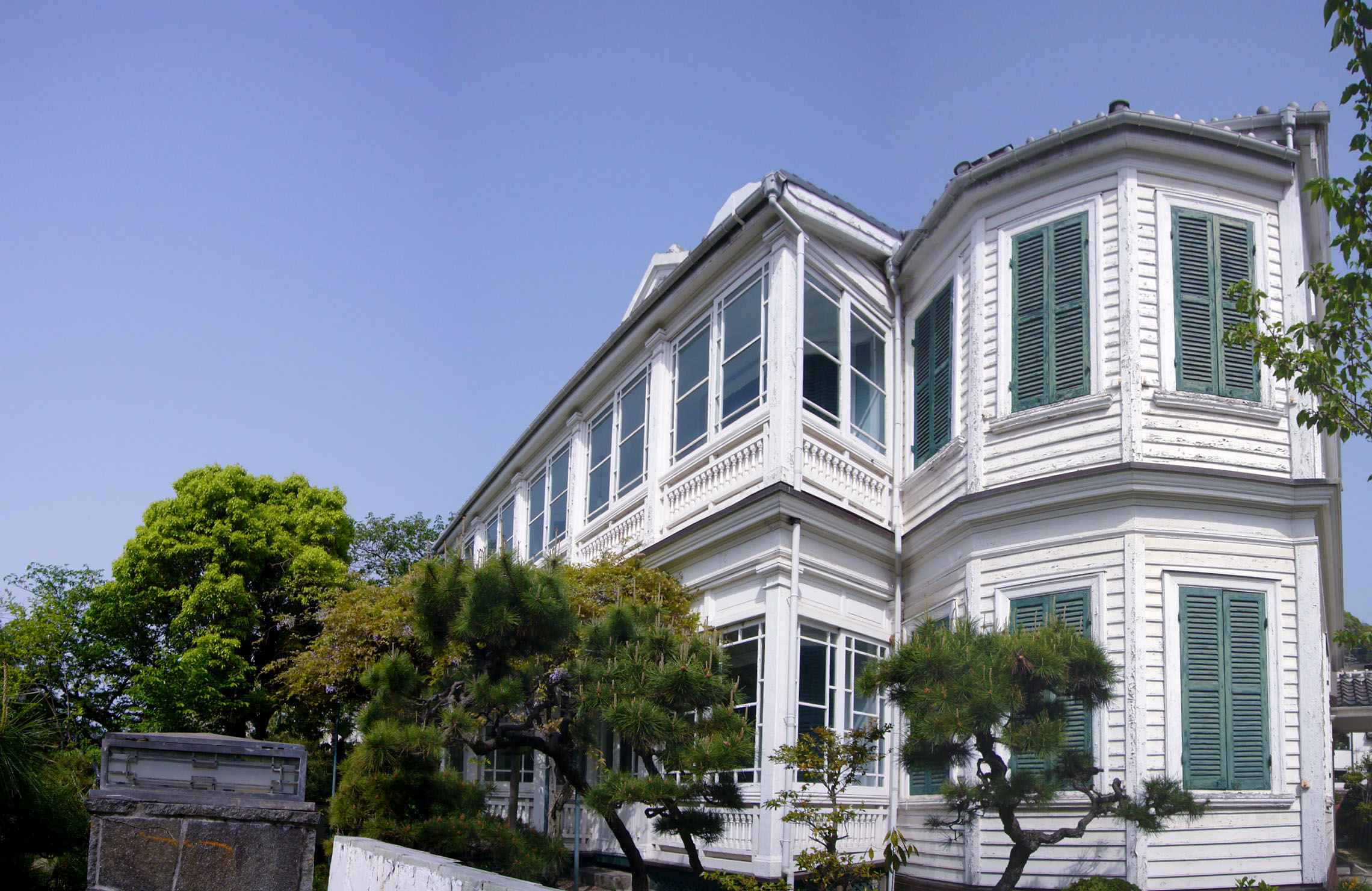
旧ゲンセン邸 （神戸華僑総会）
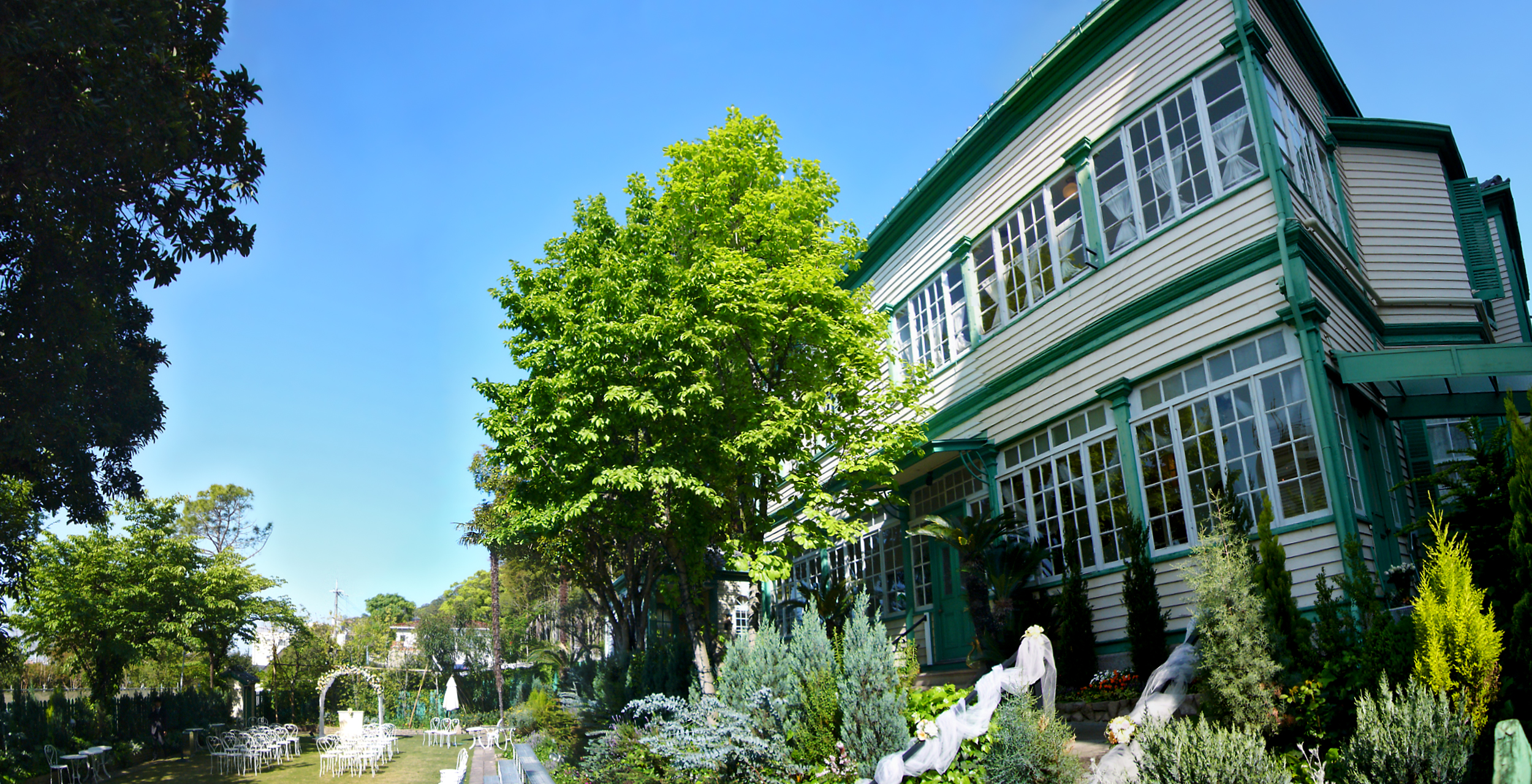
旧サッスーン邸
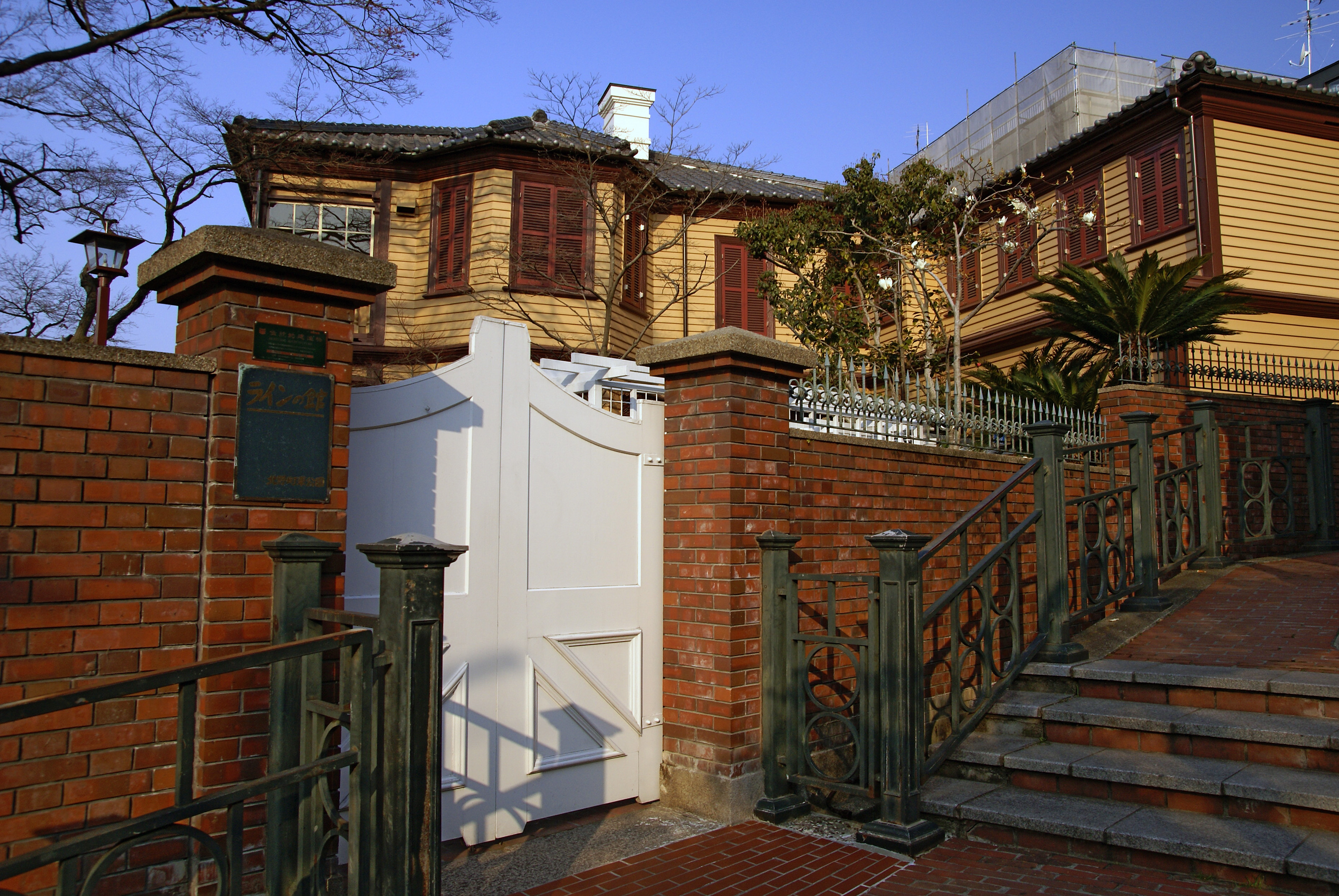
旧ドレウェル邸（ラインの館）
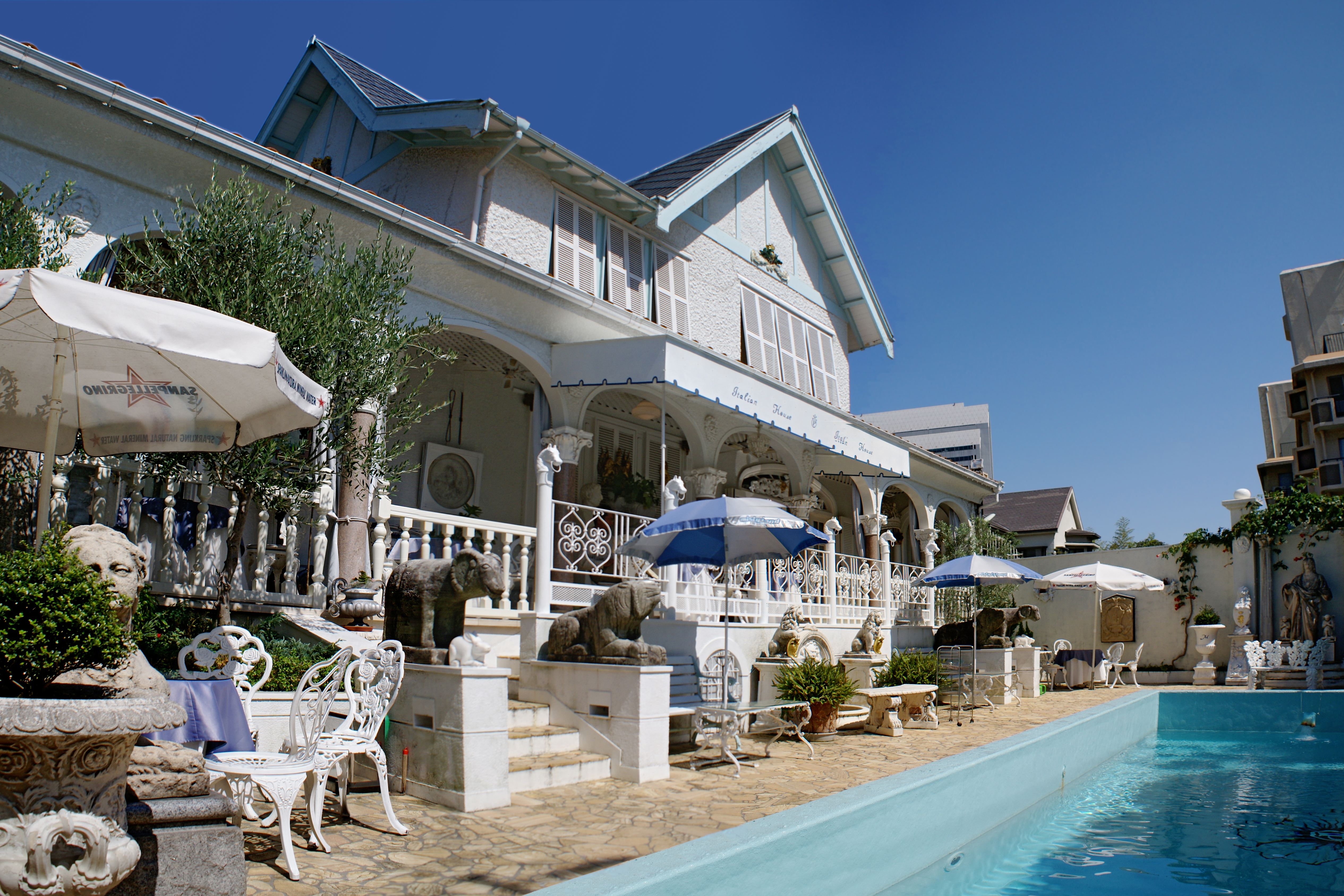
旧アボイ邸 （プラトン装飾美術館）
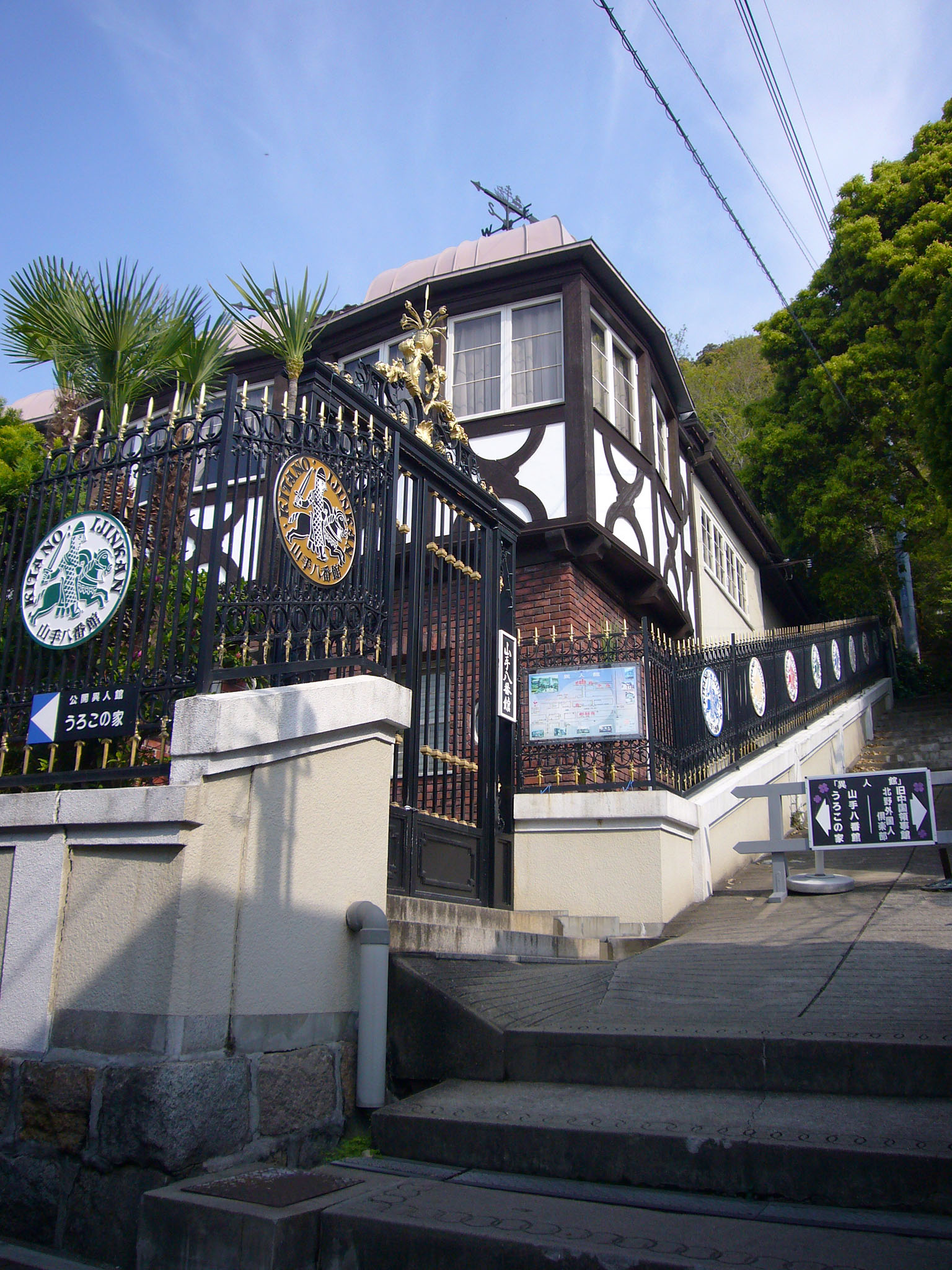
山手八番館 （旧サンセン邸）
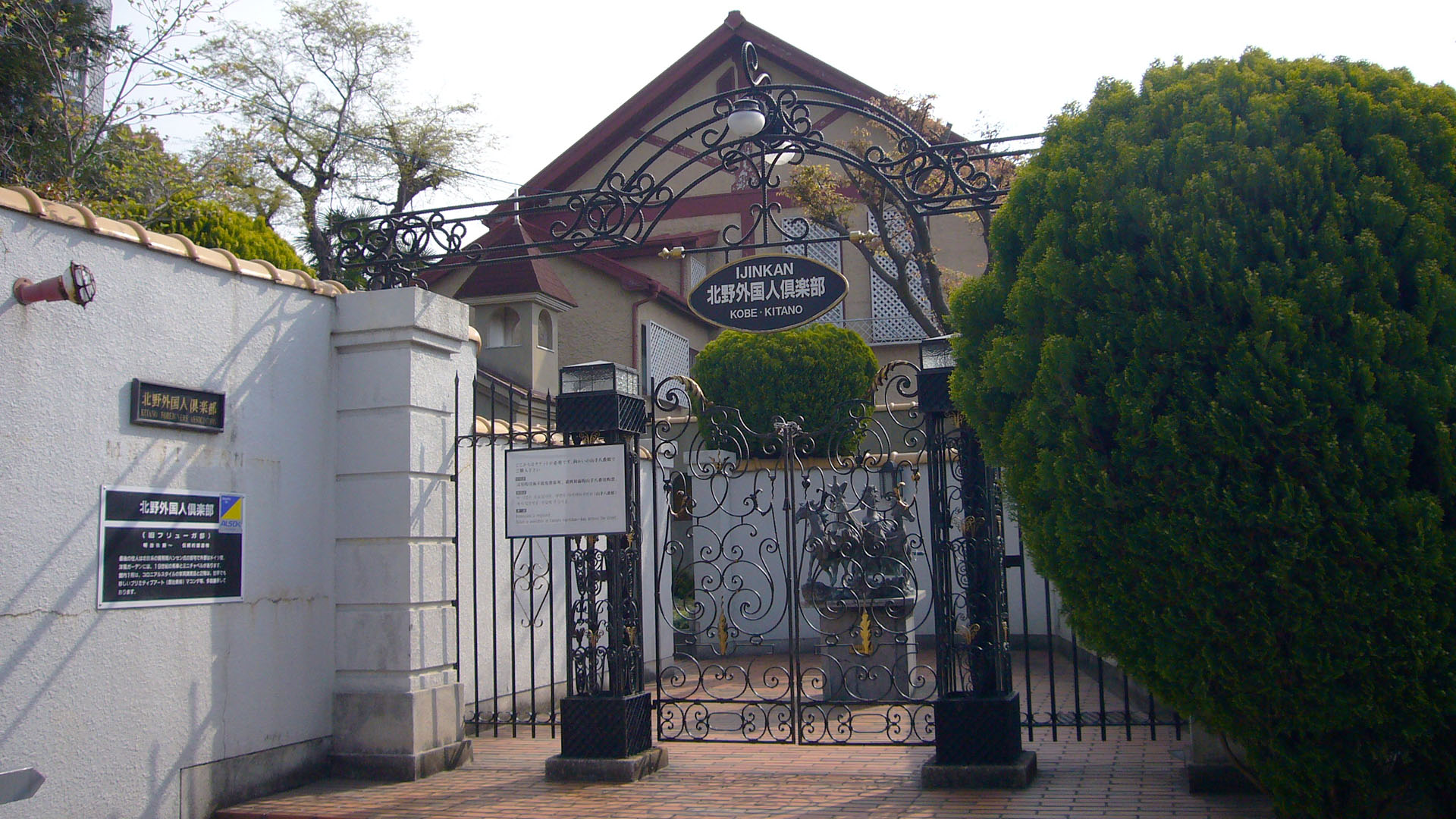
北野外国人倶楽部 （旧ブリューガー邸）
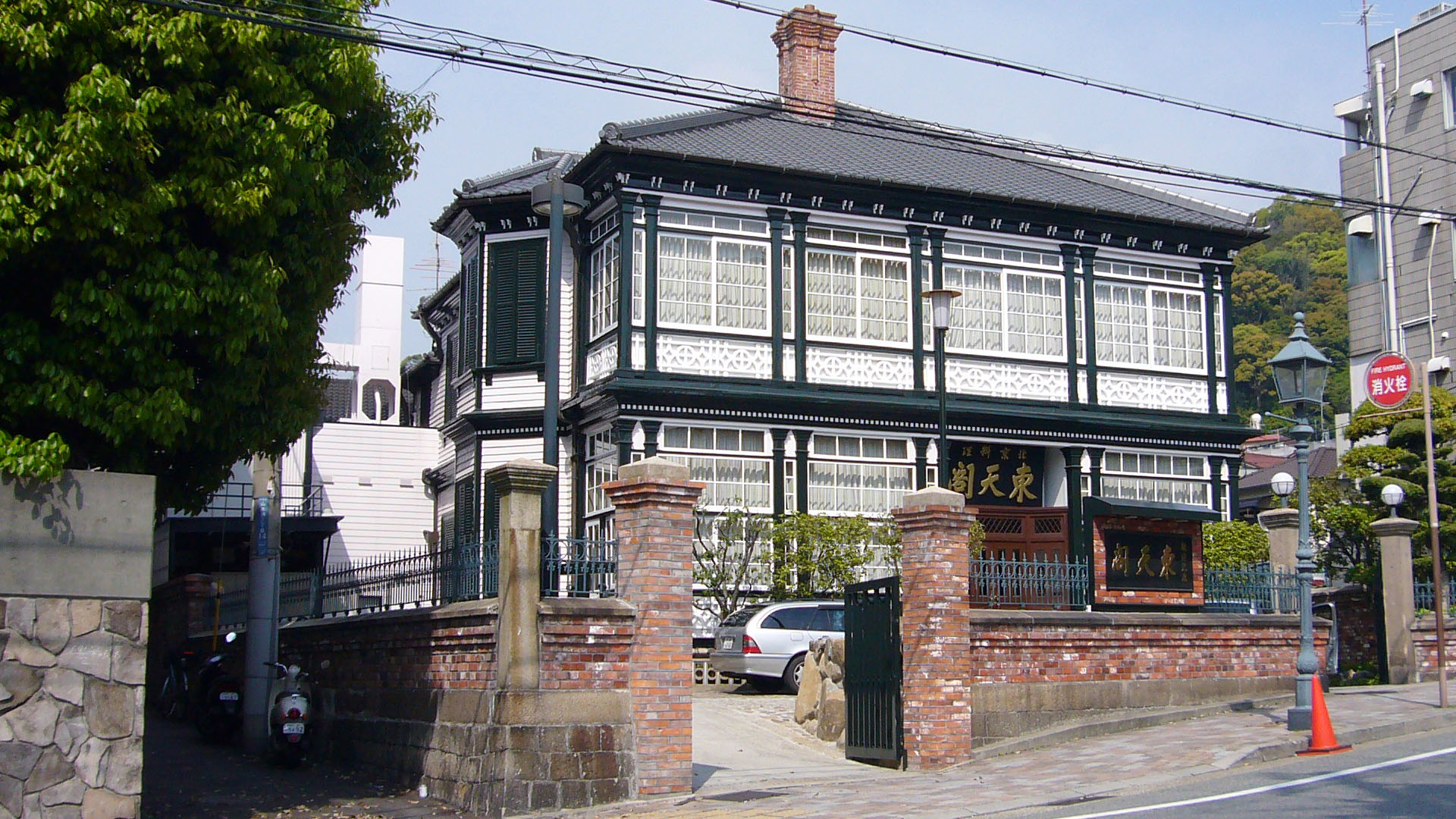
旧ビショップ邸（東天閣）

### 特定伝統的建造物（和風建造物）
| 建造物名                                 | 築年      | 国指定 |
| ---------------------------------------- | --------- | ------ |
| JR西日本三宮ゲストハウス（会社厚生施設） | 明治期築  |        |
| 山口邸（住宅）                           | 大正7年築 |        |
| 神戸女子短大北野寮（住宅）               | 大正期築  |        |
| 佐野邸（住宅）                           | 大正期築  |        |
| 浄福寺本堂（寺院）                       | 大正期築  |        |
| 前田邸（住宅）                           | 大正期築  |        |
| 天満神社（神社）                         | 築年不明  |        |

### その他の洋風建造物
| 建造物名                             | 築年       | 国指定         |
| ------------------------------------ | ---------- | -------------- |
| 北野物語館（旧フロイドリーブ邸）     | 明治40年築 | 登録有形文化財 |
| 北野外国人倶楽部（旧ブリューガー邸） | 明治後期築 |                |
| 旧ハリヤー邸（うろこの家）           | 大正11年築 | 登録有形文化財 |
| 旧シャラフディン邸                   | 大正期築   |                |
| 山手八番館（旧サンセン邸）           | 大正期築   |                |
| 旧ハムウェイ邸（アメリカンハウス）   | 大正期築   | 登録有形文化財 |
| 旧中国領事館（旧チン邸）             | 昭和15年築 |                |
| 旧エリオン邸（本家オランダ館）       | 昭和24年築 |                |
| 展望塔の家                           |            |                |

## 重要伝統的建造物群保存地区の周辺

### 主な洋風建造物
| 建造物名                                   | 築年       | 国指定         |
| ------------------------------------------ | ---------- | -------------- |
| 旧ビショップ邸（東天閣）                   | 明治32年築 |                |
| 兵庫県公館（旧兵庫県本庁舎）               | 明治35年築 | 登録有形文化財 |
| 旧小寺家厩舎                               | 明治40年築 | 重要文化財     |
| 旧神戸ユニオン教会（フロインドリーブ本店） | 昭和4年築  | 登録有形文化財 |
| 日本基督教団神戸教会                       | 昭和7年築  |                |
| 神戸モスク（神戸回教寺院）                 | 昭和10年築 |                |

### 主な和風建造物
| 建造物名     | 築年            | 国指定     |
| ------------ | --------------- | ---------- |
| 船屋形       | 1682年-1704年築 | 重要文化財 |
| 徳光院多宝塔 | 1478年築        | 重要文化財 |

## 北野町山本通から移築された主な洋風建造物
| 建造物名                     | 築年       | 国指定         | 移築先                                 |
| ---------------------------- | ---------- | -------------- | -------------------------------------- |
| 旧ブルム邸                   | 明治20年築 |                | 博物館明治村（愛知県犬山市）           |
| 旧ハンター住宅               | 明治22年築 | 重要文化財     | 王子動物園（神戸市灘区）               |
| 旧ハッサム住宅               | 明治35年築 | 重要文化財     | 相楽園（神戸市中央区）                 |
| 旧ワサ・ダウン住宅           | 明治38年築 | 登録有形文化財 | 四国村（四国民家博物館、香川県高松市） |
| みなと異人館（旧ヘイガー邸） | 明治39年築 |                | ポートアイランド北公園（神戸市中央区） |

## エリア内名所・施設
- イタリア館・プラトン装飾美術館
- うろこ美術館
- 神戸外国倶楽部
- 港みはらし台
- 北野天満神社
- バグワン・マハビールスワミ・ジェイン寺院(ジャイナ教寺院)
- トアロード
- ハンター坂
- 北野遊歩道

## 周辺情報
- パールストリート
- 神戸布引ロープウェイ　北野1丁目駅
- 布引ハーブ園
- 神戸モスク（神戸回教寺院）
- 関西ユダヤ教会
- 神戸バプテスト教会
- 布引の滝
- 徳光院
- 諏訪山公園
  - ヴィーナスブリッジ
- 諏訪神社
- 旧神戸海外移住センター
  - 神戸移住資料室
  - CAP HOUSE
- 神戸市水の科学博物館
- 北野工房のまち
- 相楽園（旧ハッサム住宅、旧小寺家厩舎、船屋形）
- 神戸北野ホテル（川崎正蔵邸跡）
- NHK神戸放送局
- 聖ミカエル国際学校
- 旧神戸ユニオン教会
- 神港学園神港高等学校
- 神戸電子専門学校

## 交通
- 山陽新幹線「新神戸駅」徒歩10分
- 神戸市営地下鉄（山手線・北神線）「新神戸駅」徒歩10分
- JR神戸線（東海道本線）「三ノ宮駅」徒歩15分
- 阪急電鉄（神戸本線・神戸高速線）「神戸三宮駅」徒歩15分
- 阪神本線「神戸三宮駅」徒歩15分
- 神戸市営地下鉄海岸線「三宮・花時計前駅」徒歩15分
- ポートライナー「三宮駅」徒歩15分